# Word 12 (Quedlinburg)

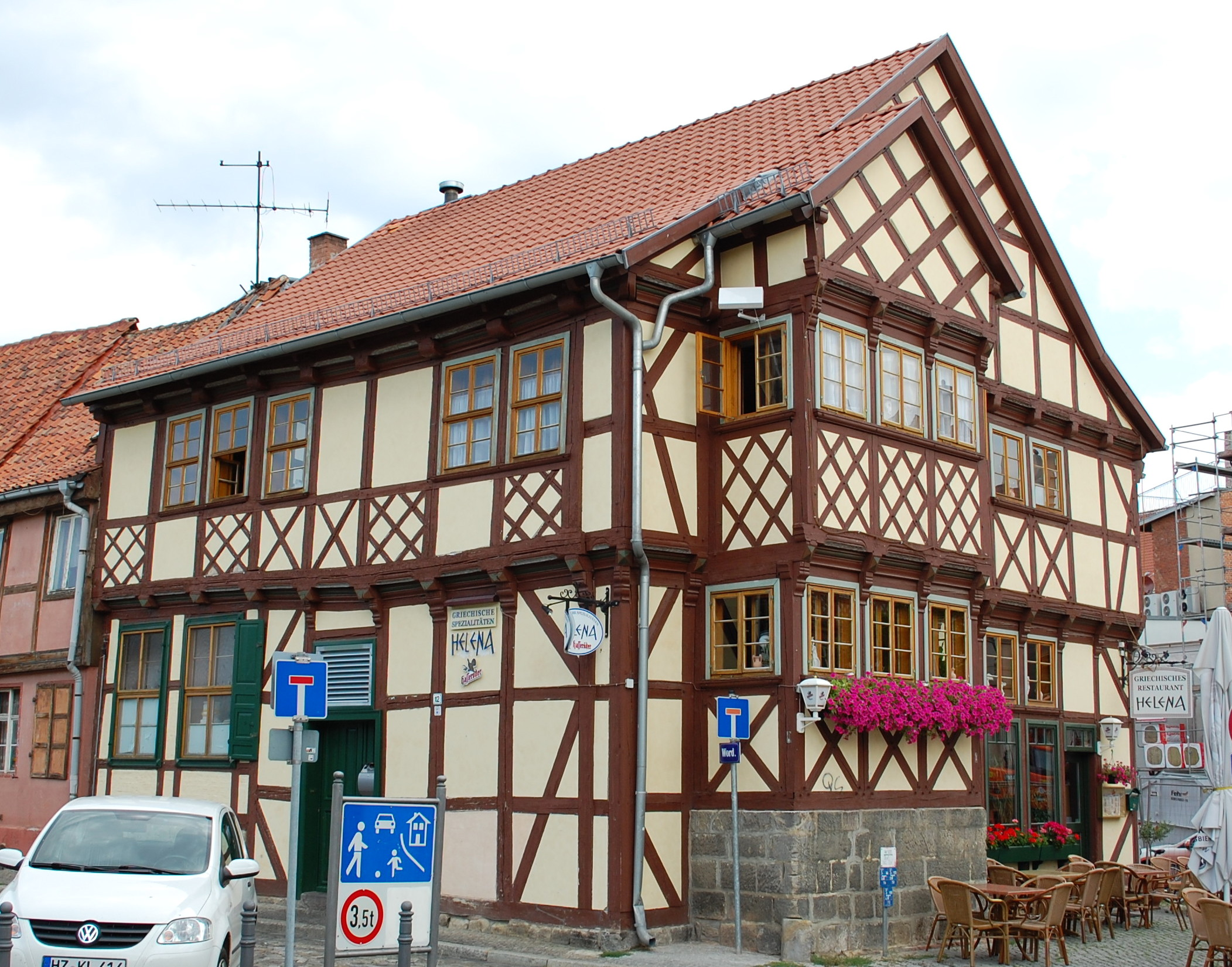
Word 12

Das Haus Word 12 ist ein denkmalgeschütztes Gebäude in der Stadt Quedlinburg in Sachsen-Anhalt. Im Gebäude wird das griechische Restaurant Helena betrieben (Stand 2012).

## Lage
Das Gebäude befindet sich im südlichen Teil der historischen Quedlinburger Altstadt an der Ecke der Straße Word zur Carl-Ritter-Straße. Das Haus ist im Quedlinburger Denkmalverzeichnis als Wohnhaus eingetragen und gehört zum UNESCO-Weltkulturerbe.

## Architektur und Geschichte
Das zweigeschossige Fachwerkhaus entstand nach einer Bauinschrift im Jahr 1676 in der Zeit des Barock. Baumeister war der Zimmermeister Jochim Schäfer auf den die Inschrift M. IOCHIM SCHEFFER ZM. verweist. Auf der nach Osten ausgerichteten Giebelseite befindet sich ein Erker. Die Fachwerkfassade des Gebäudes ist mit verschiedenen Zierformen geschmückt. So finden sich Andreaskreuze, Rauten, profilierte Füllhölzer und Knaggen.
Im Jahr 1951, nach anderen Angaben 1952, wurde das Haus umfassend saniert und, im Zusammenhang mit einem Straßendurchbruch zur Steinbrücke, dabei gekürzt. Es wurde ein neuer Ostgiebel und ein Erker geschaffen. Auf diese Arbeiten nimmt eine Inschrift am Gebäude Bezug, die im Stile traditioneller Inschriften gestaltet wurde. Auch dokumentieren abweichende Zierformen die erfolgten Veränderungen.